# Letis mycerina
Letis mycerina là một loài bướm đêm trong họ Erebidae.